# Funakoshi Yasutake

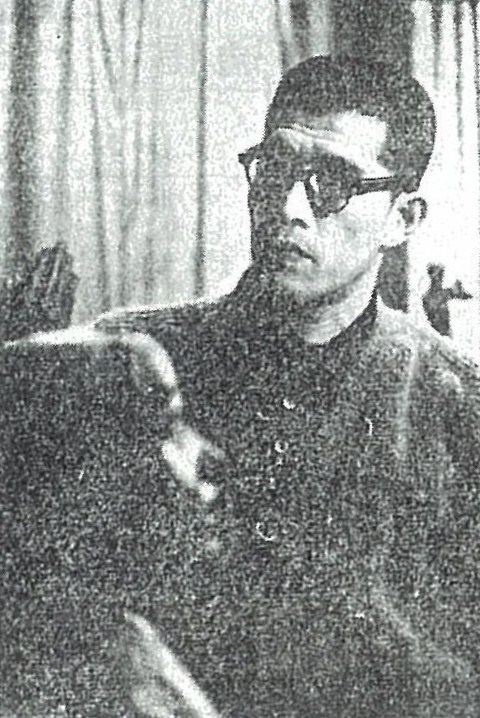
Funakoshi Yasutake (1962)

Funakoshi Yasutake (jap. 舟越 保武; * 7. Dezember 1912 in Ichinohe, Ninohe-gun; † 5. Februar 2002 in Tokyo) war ein japanischer Bildhauer.

## Leben und Werk
Funakoshi wurde im Landkreis Ninohe in der Präfektur Iwate ganz im Norden von Honshū geboren und besuchte später die Mittelschule in Morioka. Dort gehörte der spätere Maler Matsumoto Shunsuke zu seinen Mitschülern. 1939 wurde er Mitglied in der 1936 gegründeten Shin Seisaku Kyōkai (新制作協会, „Gesellschaft für neue Kunstwerke“) und half deren Abteilung für Bildhauerei zu organisieren. 1941 eröffnete er zusammen mit Shunsuke, mit dem er bis zu dessen frühen Tode 1948 auch befreundet war, eine gemeinsame Ausstellung in Morioka.

Statue der Tatsuko (2003)

Die Skulptur Azalea, die Funakoshi auf der 14. Ausstellung der Shin Seisaku Kyōkai zeigte, wurde 1950 vom Erziehungsministerium erworben. Im selben Jahr trat Funakoshi zum Katholizismus, der einen großen Einfluss auf sein Werk ausübte. So schuf er von 1958 bis 1962 die 26 Märtyrer von Nagasaki und später den Hara-no-Jo (原の城, christlicher Samurai). Für die 26 Märtyrer von Nagasaki wurde er mit dem Takamura-Kōtarō-Preis (高村光太郎賞受賞) ausgezeichnet. Er erhielt zudem 1964 von Papst Paul VI. den Gregoriusorden. Für Hara-no-Jo wurde er 1972 mit dem Nakahara-Teijirō-Preis (中原悌二郎賞) ausgezeichnet. Die Skulptur befindet sich heute im Vatikan in Rom.
Funakoshi war von 1967 bis 1980 Professor an der Tōkyō Geijutsu Daigaku und von 1980 bis 1983 an der Kunsthochschule Tama. Nach seiner Emeritierung 1983 wurde er dann Honorarprofessor an der Tōkyō Geijutsu Daigaku. 1987 erlitt er einen Schlaganfall und infolgedessen musste er seine weitere künstlerische Arbeit nun mit seiner linken Hand durchführen. Er verstarb 2002 im Alter von 89 Jahren in Tokyo.
Zu den weiteren Werken Funakoshis gehören die Skulptur Frühling und die Statue der Tatsuko. Für Frühling erhielt er den Hasegawa-Hitoshi-Memorial-Preis. Diese Skulptur befindet sich seit 1977 auf der Heimai-Brücke in Kushiro. Die Statue der Tatsuko ist eine goldfarbene Bronzestatue, die sich am Ufer des Tazawa-See befindet und dort am 12. April 1968 enthüllt worden ist.
Der Bildhauer Funakoshi Katsura ist sein Sohn.